# Revue militaire technique
La Revue militaire technique (serbe : Војнотехнички гласник / Vojnotehnički glasnik), (anglais : Military Technical Courier) est une revue scientifique pluridisciplinaire du Ministère de la défense et l’armée de Serbie.

## De la Revue
La Revue militaire technique (Military Technical Courier / Vojnotehnički glasnik)  est une revue scientifique pluridisciplinaire du ministère de la Défense et l’armée de Serbie. Elle publie des articles scientifiques et professionnels, ainsi que des données techniques sur les systèmes d'armes contemporaines et les technologies militaires modernes. La revue suit le soutien unique et technique des services de l’Armée, se basant sur le principe de l'appui systématique logistique, dans le domaine de la recherche fondamentale, appliquée et de développement, ainsi que la production et l'utilisation des armes et du matériel militaire et autres performances théoriques et pratiques qui contribuent au développement de tous les membres de la communauté académique Serbe, régionale et internationale et surtout des membres du ministère de la Défense et de l'Armée de Serbie.

## Histoire

### Commencement
La première édition imprimée de la Revue militaire technique a été publiée le 1er janvier 1953.
La Revue militaire technique a succédé à cinq périodiques des services de l'Armée - La revue d'artillerie, La revue du char, La revue du génie militaire, La revue des communications de l'Armée yougoslave et Le soutien et l'approvisionnement de l'Armée yougoslave. Ces périodiques ont été publiés de 1947 jusqu'à la fin de 1952, lorsque, à la suite d'une ordonnance, commence la publication de la Revue militaire technique. Contrairement aux périodiques des services de l'Armée, la Revue militaire technique a commencé par être publiée comme une revue mensuelle, sur environ 1000 pages par an.

### Premières 20 années
Les articles couvraient les domaines suivants : la technologie, les services techniques, les techniques du génie, les techniques de communications, les transports, l'éducation, l'organisation et les services d’appui, l'intendance, les services médicaux, vétérinaires... Les articles scientifiques et techniques, ainsi que les articles par des armées étrangères paraissaient dans un supplément de la Revue.
À partir de 1953, la rédaction de la Revue militaire technique a commencé par publier un complément militaro-économique qui contenait des articles relevant du domaine des services financiers et des services d’appui. La Revue militaire technique avait préparée l’Aperçu militaire économique dans la période de 1953 à 1956. Après cela, l’Aperçu militaire économique est publié comme un magazine indépendant de 1957 à 1979, après quoi le nom du magazine fut renommé Arrière-front, et publié de 1980 à 1992.

### Années soixante et soixante-dix
De 1958 à 1973, la Revue militaire technique s’adapte aux changements des services de l'armée. C'est ainsi qu'apparaissent de nouvelles rubriques traitant une variété de différents domaines, tels que la géodésie, la technique moto, les munitions, la réparation, le matériel d'exploitation, la technologie des fusées, la nomenclature, l'équipement de protection, la protection contre la corrosion, la protection anti-incendie, les améliorations techniques, l’armement, les mines et explosifs et autres. Souvent, paraissent des suppléments qui traitent des thèmes spécialisés.

### Anniversaires
À l'occasion de son 25e anniversaire, le 12 décembre 1977, à la suite du décret du président de la RSFY numéro 157, la Revue militaire technique reçoit l'ordre du Mérite militaire avec grande étoile pour des performances remarquables dans la réalisation des tâches d'intérêt particulier pour la défense nationale.
Le cinquantième anniversaire de la publication a été marqué en 2002. Sur 42 400 pages, 415 numéros ont présenté 4800 articles scientifiques et professionnels, 2840 aperçus des périodiques étrangers et 3780 articles techniques et des thèmes intéressants. À l'occasion de ce jubilé, le président de la république fédérale de Yougoslavie a émis un décret sur la décoration (1/2-01-0004/2002-38 du 04.11.2002), par lequel la revue militaire technique a été décernée une décoration de l'Armée de Yougoslavie du troisième degré, pour sa contribution à la modernisation professionnelle et scientifique de l'Armée de Yougoslavie.

### Temps présent
À la suite de l'avis du ministère de la Science et du Développement technologique de la république de Serbie, no. 413-00-1201/2001-01 du 12 septembre 2001, la Revue militaire technique devient un périodique d'intérêt particulier pour la science.
La première édition électronique de la Revue militaire technique est publiée sur Internet le 1er janvier 2011.
À l'occasion du soixantième anniversaire de sa publication régulière et ininterrompue, par ordre du ministre de la Défense, numéro 12-15, du 8 août 2012, le ministère de la Défense de la république de Serbie a assigné la médaille militaire commémorative à la Revue militaire technique pour sa contribution exceptionnelle à la défense de la république de Serbie.

### Fréquence de publication
La revue est publiée tous les trimestres.

## Éditeurs
Dragan Pamučar et Nebojša Gaćeša
Les rédacteurs précédents de la Revue militaire technique :
- Colonel Dobrivoje Avramović (numéro 1/1953 et du numéro 7/1960 jusqu’au numéro 9/1960),
- Colonel Vojislav M. Ilić (du numéro 2/1953 jusqu’au numéro 6/1960),
- Colonel Zdravko Verbić (du numéro 10/1960 jusqu’au numéro 5/1966),
- Colonel Slavko Čolić (du numéro 6/1966 jusqu’au numéro 7/1968),
- Colonel Radisav Brajović (du numéro 8/1968 jusqu’au numéro 6/1973),
- Colonel Stanimir Ćirić (du numéro 1/1974 jusqu’au numéro 3/1974),
- Lieutenant colonel Nikola Zorić (du numéro 4/1974 jusqu’au numéro 3/1978),
- Colonel Miroslav Ćojbašić (du numéro 4/1978 jusqu’au numéro 6/1989 et du numéro 3-4/1994 jusqu’au numéro 2/2000),
- Colonel Tomislav Štulić (du numéro 1/1990 jusqu’au numéro 6/1991),
- Colonel MSc Živojin Grujić (du numéro 1/1992 jusqu’au numéro 6/1993),
- Lieutenant colonel Vladimir Ristić (du numéro 1/1994 jusqu’au numéro 2/1994),
- Colonel Stevan Josifović (du numéro 3/2000 jusqu’au numéro 1/2007),
- PhD Dragan Pamučar (du numéro 3/2021 jusqu’au numéro 3/2024),
- Lieutenant colonel MSc Nebojša Gaćeša (du numéro 2/2007),
- PhD Colonel Dragan Trifković (du numéro 4/2024)[5].

## Focus et portée
- technologies militaires et sciences appliquées
- mathématiques
- ingénierie mécanique
- sciences informatiques
- matériaux
- technologie chimique
- électronique
- télécommunications[6].

## Indexation
- SCOPUS[7]
- DOAJ[8]

## Politique de publication
La Revue militaire technique fournit un accès ouvert (OPEN ACCESS) et applique les dispositions Creative Commons (CC BY) sur le droit d'auteur. C’est un magazine d’accès libre, ce qui signifie que tout le contenu est mis à disposition gratuite à tout utilisateur et à leurs institutions. Les utilisateurs peuvent lire, télécharger, copier, transmettre, imprimer, chercher ou créer un lien vers le texte intégral de ces articles ou s'en servir à toute autre fin légale sans obtenir l'approbation préalable de l’éditeur ou de l’auteur, ce qui est conforme à la définition de l'accès libre suivant l’Initiative de Budapest (BOAI en anglais).